# Novohrîhorivka, Arbuzînka
Novohrîhorivka (în ucraineană Новогригорівка) este localitatea de reședință a comunei Novohrîhorivka din raionul Arbuzînka, regiunea Mîkolaiiv, Ucraina.

## Demografie
Componența lingvistică a localității Novohrîhorivka
     Ucraineană (93,98%)
     Rusă (4,19%)
     Română (1,57%)
     Alte limbi (0,26%)
Conform recensământului din 2001, majoritatea populației localității Novohrîhorivka era vorbitoare de ucraineană (93,98%), existând în minoritate și vorbitori de rusă (4,19%) și română (1,57%).